# Rudolf Benda
Rudolf Benda (* 11. April 1899 in Charlottenburg bei Berlin; † 26. August 1973 in Berlin) war ein deutscher Ingenieur und Politiker (CDU).
Nach dem Gymnasium studierte er an der Technischen Hochschule Charlottenburg und der Universität Berlin Elektrotechnik bzw. Physik. Am Ersten Weltkrieg nahm er als Leutnant der Nachrichtentruppe teil. Von 1921 bis 1964 arbeitete er bei Siemens, zuletzt als Oberingenieur.
Seit 1946 gehörte er der CDU an und war von 1963 bis 1967 Mitglied des Berliner Abgeordnetenhauses. Er sprach Englisch und Französisch.
Er war ein Sohn von Hans Benda (1867–1945), der 1926–1933 Ministerialrat im Reichswehrministerium war, und Neffe des Anatomen Carl Benda. Rudolf Benda und seine Ehefrau Lilly, geb. Krasting, waren die Eltern von Ernst Benda, dem späteren Präsidenten des Bundesverfassungsgerichts.